# Bo Rai (huyện)
Bo Rai (tiếng Thái: บ่อไร่) là một huyện (Amphoe) thuộc tỉnh Trat, đông Thái Lan, gần dãy núi Khao Banthat Campuchia. Các huyện giáp ranh là Mueang Trat và Khao Saming về phía nam, Khlung của tỉnh Chanthaburi về phía tây, Pong Nam Ron của Chanthaburi về phía bắc, và tỉnh Battambang của Campuchia về phía bắc và đông.
Thị trấn Bo Rai nổi tiếng là nơi khai thác và buôn bán ngọc ruby và saphire.

## Hành chính
Huyện Bo Rai có năm xã (tambon), gồm 34 làng (muban). Thị trấn (thesaban tambon) trung tâm là Bo Phloi nằm trên một phần của tambon cùng tên. Tại thời điểm năm 2005, thị trấn có dân số 10.009 người. Mỗi tambon được quản lý bởi một cơ quan hành chính tambon.

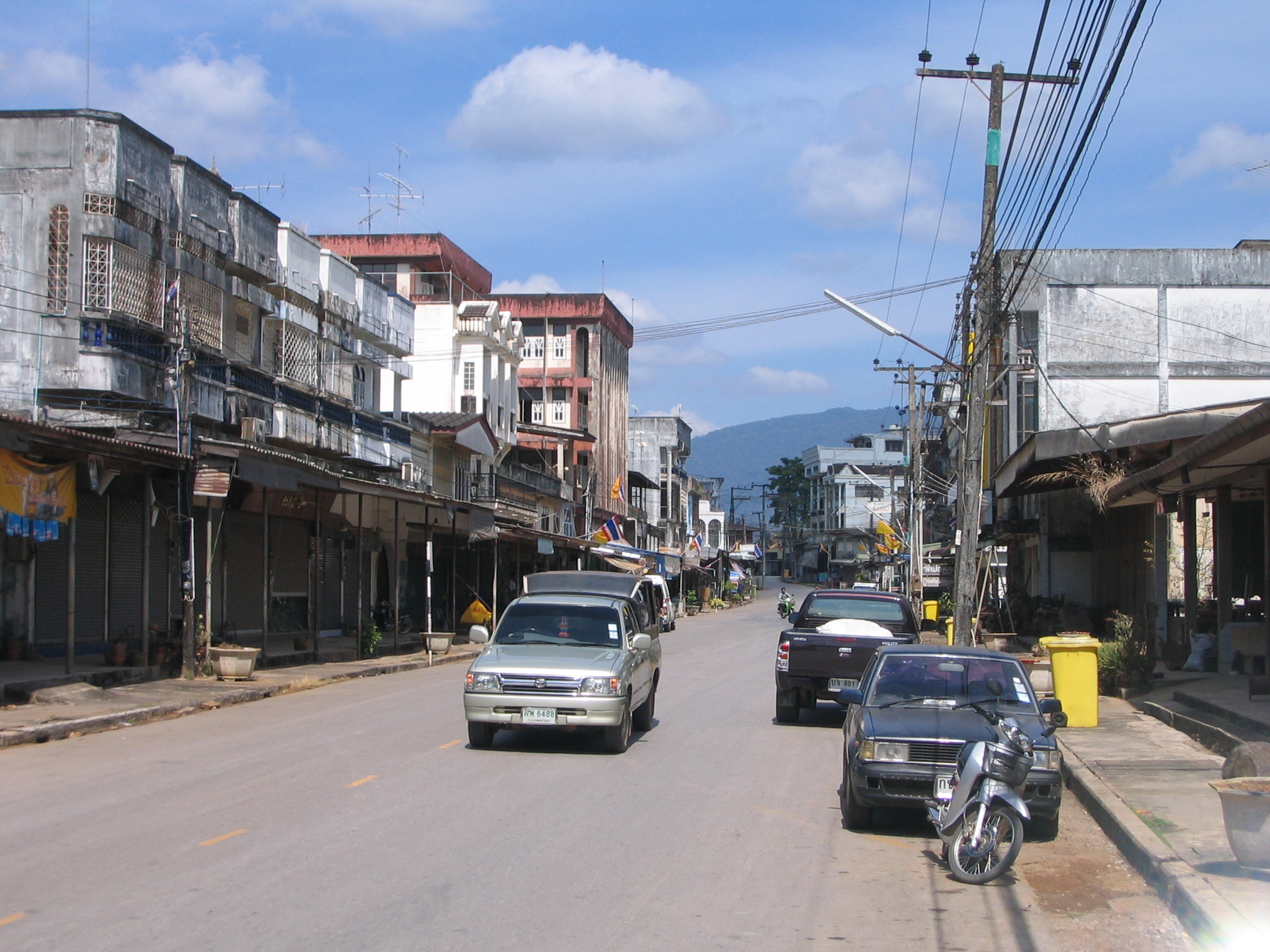
Đường phố chính Bo Rai.

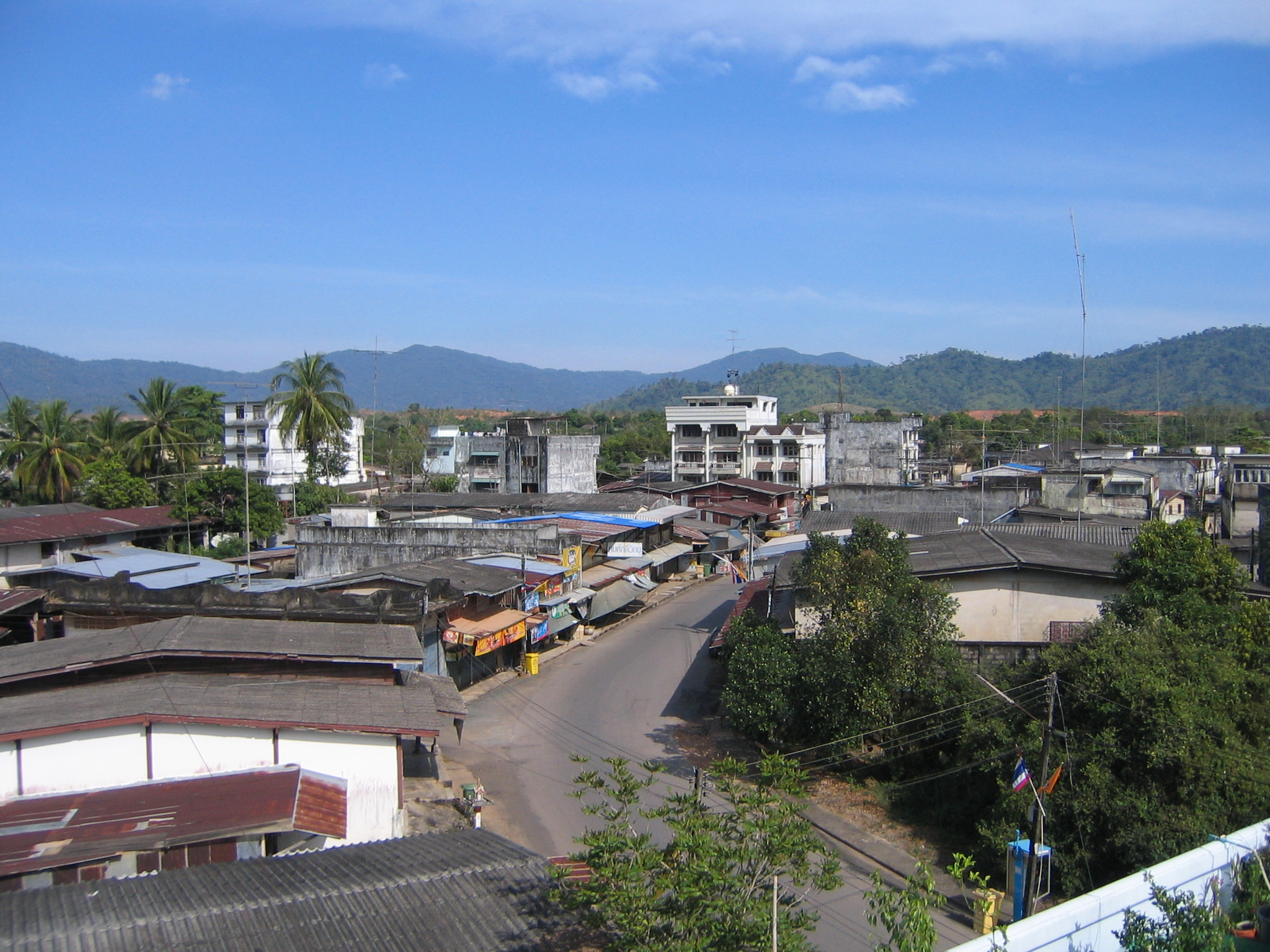
Amphoe Bo Rai. Phía sau là dãy núi Khao Banthat.

| \| STT. \| Tên \| Tên Thái \| Số làng \| Dân số \| \| \| \| 1. \| Bo Phloi \| บ่อพลอย \| 10 \| 15.787 \| \| \| \| 2. \| Chang Thun \| ช้างทูน \| 6 \| 2.876 \| \| \| \| 3. \| Dan Chumphon \| ด่านชุมพล \| 7 \| 4.626 \| \| \| \| 4. \| Nong Bon \| หนองบอน \| 6 \| 8.718 \| \| \| \| 5. \| Nonsi \| นนทรีย์ \| 5 \| 3.652 \| \| \| |              |          |         |        |  |  |
| STT. | Tên          | Tên Thái | Số làng | Dân số |  |  |
| 1. | Bo Phloi     | บ่อพลอย   | 10      | 15.787 |  |  |
| 2. | Chang Thun   | ช้างทูน    | 6       | 2.876  |  |  |
| 3. | Dan Chumphon | ด่านชุมพล  | 7       | 4.626  |  |  |
| 4. | Nong Bon     | หนองบอน  | 6       | 8.718  |  |  |
| 5. | Nonsi        | นนทรีย์    | 5       | 3.652  |  |  |